# Aristobia voetii
Aristobia voetii là một loài bọ cánh cứng trong họ Cerambycidae.